# Сијера Берџес је губитница
Сијера Берџес је губитница (енгл. Sierra Burgess Is a Loser) амерички је тинејџерски филм из 2018. године. Режију потписује Ијан Самјуелс, по сценарију Линдси Бир. Модерна је адаптација позоришног комада Сирано де Бержерак Едмона Ростана, док главне улоге тумаче Шенон Персер, Кристин Фросет, Ар Џеј Сајлер и Ноа Сентинео. Приказао га је Netflix од 7. септембра 2018. године.

## Улоге
| Глумац          | Улога              |
| --------------- | ------------------ |
| Шенон Персер    | Сијера Берџес      |
| Кристин Фросет  | Вероника           |
| Ар Џеј Сајлер   | Ден                |
| Ноа Сентинео    | Џејми              |
| Лорета Девајн   | госпођа Томсон     |
| Ђорђа Вигам     | Криси              |
| Алис Ли         | Макензи            |
| Леа Томпсон     | Џулс Озборн Берџес |
| Алан Рак        | Стивен Берџес      |
| Мери Пет Глисон | саветница Стивенс  |
| Криси Мец       | Триш               |